# Уезды России

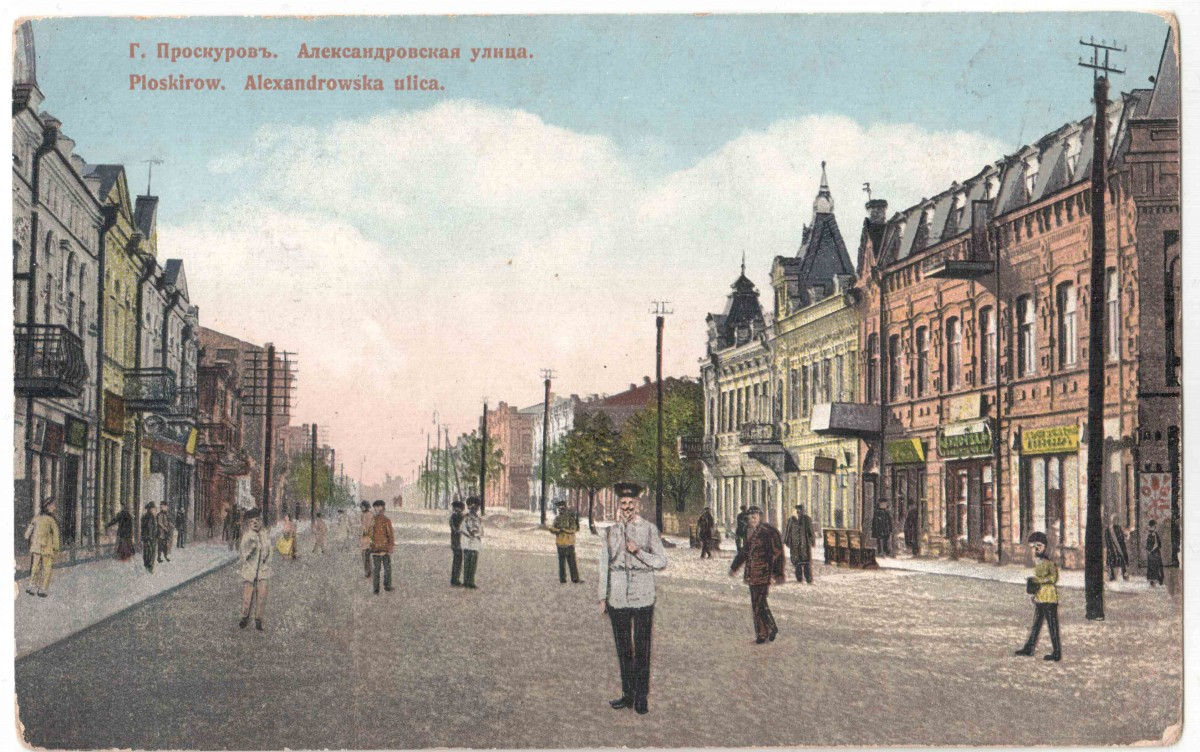
Уездный город Проскуров, Александровская улица, начало ХХ столетия.

Уе́зд — территориально-административная единица в Древней Руси, Русском царстве, Российской империи, с 1918 года — в РСФСР, с декабря 1922 года — в СССР.
Традиционно уездом называлась совокупность всех волостей, тянувших к известному административно-судебному центру — городу или селу. В Российской империи центром уезда служил уездный город, где жил исправник — начальник уездной полиции, и были сосредоточены все уездные учреждения.

## Уезды на Руси
Уезд (др.-рус. ѹѣздъ) — территория, непосредственно подчинённая князю в средневековой Руси. Название происходит от законного объезда («уезда») с целью сбора полюдья. Впервые упоминается в Уставной грамоте смоленского князя Ростислава Мстиславича, данной в 1150 году Смоленской епископии:
Село Дросенское, со изгои и з землею святей Богородици и епископу, и село Ясенское, и з бортником и з землею и с изгои, святей Богородици; и се есми дал землю в Погоновичох Моншинскую святей Богородици и епископу; и озера Нимикорская и с сеножатми, и уезд княж, и на Сверковых луках сеножати, и уезд княж, озеро Колодарское, святей Богородици.
В Новое время уездом называлась совокупность мест, которые были уеханы (заеханы) и примежёваны к известному центру. Таким центром мог быть как город (уездный город), так и село или деревня, к которому «тянули» (платили подати) несколько волостей. Применительно к городской округе термин «уезд» употреблялся с XIV века. Поселения в уездах обладали разнообразным статусом: городки, сёла, сельца, слободы, слободки, деревни, посёлки и другие.
В административном отношении уезды разделялись на волости и станы. В разных краях Руси встречались другие названия единиц уездного деления — станки, сотни, десятни, губы, погосты, засады, осады, оселки, луки, приселья, половины, кромины, пятины, трети, сошки, концы, жиры, дороги и так далее.
Границы уездов Русского государства во многом повторяли древние границы ранее существовавших княжеств. Уезд управлялся княжеским наместником, а с начала XVII века воеводой, выполнявшим военные, административные и судебные функции. В XVI—XVII веках происходило объединение уездов в большие административные единицы — разряды, которые стали промежуточным звеном между центральной властью и уездами, и подготовили создание в начале XVIII века крупных административных единиц — губерний.
В конце XVII — начале XVIII века на территории Российского государства выделяли следующие уезды (их границы существенно отличались от границ одноимённых уездов, сформированных в XVIII веке, ссылки на статьи о которых даны ниже):

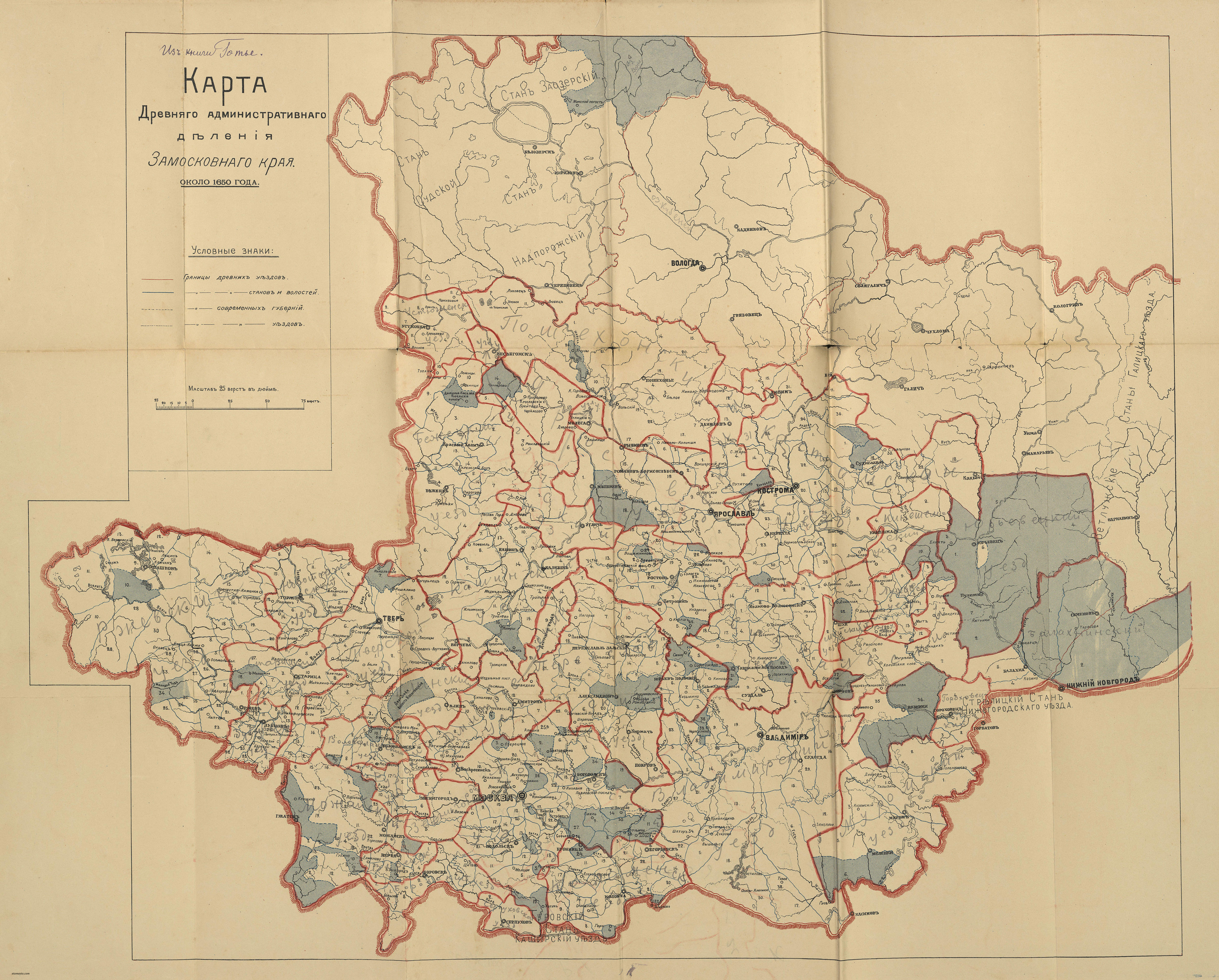
Границы уездов Замосковного края в середине XVII века. Из книги Ю. В. Готье «Замосковный край в XVII веке»

- Алатырский уезд
- Алексинский уезд
- Алешанский уезд
- Арзамасский уезд
- Балахнинский уезд
- Бежецкий уезд
- Белгородский уезд
- Белёвский уезд
- Белозерский уезд
- Бельский уезд
- Березовский уезд
- Богородицкий уезд
- Болховецкий уезд
- Болховский уезд
- Боровский уезд
- Брянский уезд
- Важский уезд
- Валуйский уезд
- Великолукский уезд
- Великоустюжский уезд
- Венёвский уезд
- Верейский уезд
- Верхнеломовский уезд
- Верхососенский уезд
- Верхотурский уезд
- Владимирский уезд
- Вологодский уезд
- Волоколамский уезд
- Вольновский уезд
- Воронежский уезд
- Воротынский уезд
- Вяземский уезд
- Галичский уезд
- Гороховецкий уезд
- Данковский уезд
- Двинской уезд
- Дедиловский уезд
- Дмитровский уезд
- Добренский уезд
- Дорогобужский уезд
- Елецкий уезд
- Енисейский уезд
- Епифанский уезд
- Ефремовский уезд
- Звенигородский уезд
- Землянский уезд
- Зубцовский уезд
- Илимский уезд
- Инсарский уезд
- Иркутский уезд
- Кадомский уезд
- Казанский уезд
- Кайгородский уезд
- Калужский уезд
- Каменовский уезд
- Карачевский уезд
- Каргопольский уезд
- Карповский уезд
- Касимовский уезд
- Кашинский уезд
- Каширский уезд
- Кеврольский уезд
- Керенский уезд
- Кетский уезд
- Кинешемский уезд
- Клинский уезд
- Козельский уезд
- Козловский уезд
- Козьмодемьянский уезд
- Кокшайский уезд
- Коломенский уезд
- Кольский уезд
- Коротоякский уезд
- Корочанский уезд
- Костенский уезд
- Костромской уезд
- Котельнический уезд
- Крапивенский уезд
- Краснослободский уезд
- Красноярский уезд
- Кромский уезд
- Кузнецкий уезд
- Кунгурский уезд
- Курмышский уезд
- Курский уезд
- Лебедянский уезд
- Ливенский уезд
- Лихвинский уезд
- Луховский уезд
- Малоярославецкий уезд
- Мангазейский уезд
- Маяцкий уезд
- Медынский уезд
- Мезенский уезд
- Мещовский уезд
- Миропольский уезд
- Можайский уезд
- Мосальский уезд
- Московский уезд
- Муромский уезд
- Мценский уезд
- Наровчатский уезд
- Нарымский уезд
- Недригайловский уезд
- Нежегольский уезд
- Нерчинский уезд
- Нижегородский уезд
- Нижнеломовский уезд
- Новгородский уезд
- Новооскольский уезд
- Новосильский уезд
- Новоторжский уезд
- Оболенский уезд
- Обоянский уезд
- Одоевский уезд
- Олонецкий уезд
- Ольшанский уезд
- Орловский уезд
- Орловский уезд (Вятский)
- Острогожский уезд
- Пелымский уезд
- Пензенский уезд
- Перемышльский уезд
- Переславский уезд
- Полатовский уезд
- Пошехонский уезд
- Псковский уезд
- Пустозерский уезд
- Пусторжевский уезд
- Путивльский уезд
- Ржевский уезд
- Романовский уезд
- Романовский уезд (южный)
- Рославльский уезд
- Ростовский уезд
- Рузский уезд
- Рыльский уезд
- Ряжский уезд
- Рязанский уезд
- Салтовский уезд
- Самарский уезд
- Саранский уезд
- Свияжский уезд
- Севский уезд
- Серпейский уезд
- Серпуховский уезд
- Симбирский уезд
- Скопинский уезд
- Слободской уезд
- Смоленский уезд
- Сокольский уезд
- Соликамский уезд
- Сольвычегодский уезд
- Старицкий уезд
- Старооскольский уезд
- Старорусский уезд
- Суджанский уезд
- Суздальский уезд
- Сургутский уезд
- Тамбовский уезд
- Тарский уезд
- Тарусский уезд
- Тверской уезд
- Темниковский уезд
- Тобольский уезд
- Томский уезд
- Торопецкий уезд
- Тотемский уезд
- Троицкий уезд
- Трубчевский уезд
- Тульский уезд
- Туринский уезд
- Тюменский уезд
- Угличский уезд
- Уржумский уезд
- Усердский уезд
- Усманский уезд
- Устьянские волости
- Устюженский уезд
- Уфимский уезд
- Хлыновский уезд
- Холмский уезд
- Хотмышский уезд
- Царевококшайский уезд
- Царевосанчурский уезд
- Цивильский уезд
- Чарондская округа
- Чебоксарский уезд
- Чердынский уезд
- Чернавский уезд
- Чернский уезд
- Чугуевский уезд
- Шацкий уезд
- Шестаковский уезд
- Шуйский уезд
- Юрьевецкий уезд
- Юрьевский уезд
- Яблоновский уезд
- Ядринский уезд
- Якутский уезд
- Яранский уезд
- Яренский уезд
- Ярославский уезд

## Уезд в Российской империи
В 1708 году в ходе областной реформы Петра I территория России была впервые разделена на губернии.
В 1719 году уезды были переименованы в дистрикты (округа), которые образовывались в составе провинций. Во главе каждого дистрикта был земский комиссар, при котором состояли подьячий и три рассыльщика. Дистрикт представлял собой округ, который должен был содержать какое-то воинское подразделение. Число дистриктов в империи совпадало с числом полков в армии. В основу деления на дистрикты было положено число душ, они не были привязаны к определенным городам, поэтому границы дистриктов могли не совпадать с границами старых уездов. Фактически уездное деление продолжало существовать — например, Курский уезд постоянно фигурирует в различных источниках 1715—1727 годов.
В 1727 году вместо дистриктов были официально восстановлены уезды в количестве 166.
С 1775 года уезд — низшая административная, судебная и фискальная единица в Российской империи. Административным центром уезда являлся как правило уездный город, станица или форпост (например: в Акмолинской области, Области Сибирских Киргизов).
Согласно определению И. К. Кирилова, в XVIII веке уезды могли разделяться на:
| Станы           |  | Аналоги кирхшпилей, однако в одном стане могло насчитываться свыше пятидесяти приходских церквей |
| Погосты         |  | Церковные приходы. Погостом именовался населённый пункт с церковью и дворами причта, тогда как приписанные к приходу деревни определялись как «того-то погоста деревня та и та» |
| Волости         |  | Части уезда, равные станам или входящие в их состав. Волости могли подчиняться Дворцовому ведомству и управляться дворцовыми приказчиками, а могли и состоять за помещиками. Имена волостям давались обычно по наибольшему селу в их составе |
| Сёла            |  | Поселения с церковью, в том числе принадлежащие монастырям или помещикам. В последнем случае в селе могла находиться помещичья усадьба («помещиков двор») |
| Приселки        |  | Приписанные к сёлам деревни и другие селения, которыми управляли жившие в сёлах старосты |
| Сельца          |  | Поселения с помещичьими усадьбами, но без церквей. После постройки храма сельцо получало статус села |
| Пустоши, оселки |  | Места бывших сёл и деревень, чьё население было переведено владельцем в другое место или покинуло своё жильё иным образом. Пустошь всегда носила имя бывшего на её месте населённого пункта |
| Слободы уездные |  | Купеческие селения с магистратом и таможней. Многие слободы превосходили своим уровнем жизни малые города, отличаясь от последних отсутствием крепости. Существовали также ямские слободы, населённые ямщиками. В Сибири слобода — населённая крестьянами часть уезда, аналогичная стану. Сибирские слободы состояли из множества деревень и сёл, в некоторых находились и остроги |
| Сотни           |  | Определение не дано |

Большинство уездов делилось на волости (крестьянские, инородческие), казачьи станичные правления, самостоятельные сельские правления или управления и прочие. С 1889 года уезд делился на 4—5 участков во главе с земским начальником. Полицейско-административная власть в уезде осуществлялась уездным воеводой (с XVIII века), а затем окружным (уездным) начальником, уездным исправником, уездным управляющим.
К концу XIX века в уезде было четыре системы учреждений, более или менее между собой согласованных:
1. земство, заведующее местным хозяйством и довольно крупной частью дел общего управления;
2. уездная полиция с исправником во главе;
3. участки земских начальников, инстанцией над которыми (и по судебным делам, и по административным) был уездный съезд.
4. около десяти присутствий (по воинской повинности, по питейным делам и другие), комиссий (оценочная и тому подобные), комитетов (общественного здравия), всегда коллегиальных, но организованных без последовательно проведённого плана и ничем не объединённых, кроме личности председателя, которым был уездный предводитель дворянства.

Волость, единица крестьянского управления и суда, не была в полном смысле слова территориальным подразделением уезда, поскольку волости, обнимая лишь крестьянские земли, не покрывали всей площади уезда.

## Уездные должности
В уезде предполагалось создание следующих должностей:
1. Уездный предводитель дворянства (с 1767).
2. Уездный судья, председатель уездного суда (1775—1864) — председатель уездного суда, член дворянской опеки, в отсутствие уездного предводителя дворянства исполнял его обязанности.
3. Заседатель уездного суда (1775—1866) — по два на уезд, заседатели уездного суда, члены дворянской опеки.
4. Земский исправник (1775—1862) — председатель нижнего земского суда, назначался от правительства. Заменён уездным полицейским управлением (1862).
5. Заседатель нижнего земского суда (с 1775) — по два на уезд, уезды разделены на станы (1834) и в них стали назначаться правительством Становые приставы. Дворянству предоставили право выдвигать представителей на должности становых приставов. Должность упразднена (1891).
6. Попечители запасных хлебных магазинов — по два на уезд, возлагалась ревизия запасных магазинов и составление точных сведений об их состоянии, сведения предоставлялись в Комиссию народного продовольствия. Должность упразднена (1863).
7. Посредники полюбовного размежевания земель (1844—1882) — генеральное размежевание земель произведено при императрице Екатерине II. Число должностей определялось в зависимости от уезда. Должность упразднена (1882).
8. Комиссар (1817—1834) — по два на уезд, для принятия и выдачи рекрутских складочных денег.

## Уезд в XX веке
Уезды существовали в РСФСР и СССР в первые годы после Октябрьской революции 1917 года и в некоторых других странах, образовавшихся после распада Российской империи.
В результате административной реформы 1923—1929 годов уезд, как административная категория, был упразднён. Вместо него был введён более крупный округ, а округа были разделены на более мелкие районы на всей территории СССР. Однако уже в августе 1930 года почти все округа были ликвидированы.
В 1940-е годы уездное деление применялось в Эстонской, Латвийской и Молдавской ССР.